# Michael Haas (Bischof)

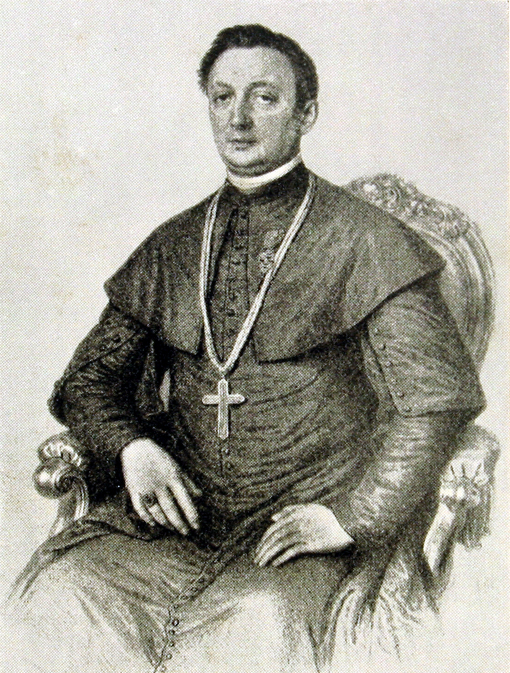
Bischof Michael Haas

Michael Haas (* 8. April 1810 in Pinkafeld, Kaisertum Österreich; † 27. März 1866 in Pest, Königreich Ungarn) war von 1858 bis 1866 Bischof der römisch-katholischen Kirche von Satu Mare (deutsch Sathmar).

## Leben
Michael Haas studierte in Pinkafeld, Steinamanger, Pécs (Fünfkirchen) und in Wien. Sein Doktorat der Philosophie erwarb er in Wien. Am 6. August 1834 wurde er zum Priester geweiht. Anschließend wirkte er als Seelsorger in verschiedenen Orten in Ungarn. Ab 1837 war er Professor für Geschichte am Lyceum in Pécs, von 1846 bis 1853 Stadtpfarrer in Pécs. Von 1853 bis 1858 arbeitete Haas als Schulrat im Bezirk Pest.
Kaiser Franz Josef I. ernannte Michael Haas am 27. September 1858 schließlich zum Bischof der Diözese Sathmar. Konsekriert wurde er am 13. Februar 1859 in der Basilika von Esztergom durch Kardinal Ján Krstitel Scitovszky dem Erzbischof von Gran.
Bischof Haas trat, trotz heftiger Proteste der örtlichen Nationalisten, den ungarisch-nationalistischen Tendenzen entgegen. So setzte er sich für die Fort- und Weiterbildung der in der Gegend seit Jahrhunderten ansässigen deutschsprachigen Schwaben ein. Unter anderem verdankte man ihm das weitere Bestehen der deutschen Volksschulen.
Michael Haas erarbeitete eine erste ausführliche Abhandlung über die Hianzen und leistete damit einen wichtigen Beitrag zur Erforschung des hianzischen Dialekts, der auch im 21. Jahrhundert noch in weiten Teilen des Burgenlandes gesprochenen wird, sowie zur ungarischen Völkerkunde. Ein handschriftliches Werk von Haas über hianzische Gebräuche, Lieder und Sitten ist verloren gegangen.
Wenn er einen Brief ohne die gewünschten folkloristischen Zusätze erhielt, schrieb er darunter:
 „Nichts über die Hienzen“ 

## Werke
- Kramny: Autorenverzeichnis in den Mittheilungen der kaiserl. königl. Central-Commission zur Erforschung und Erhaltung der Baudenkmale. 1856 - 1906, S. 12